# 出羽仙台街道
出羽仙台街道（でわせんだいかいどう）は、江戸時代に陸奥国の最大都市である仙台藩・仙台城の城下町（現・宮城県仙台市。北緯38度15分36.9秒 東経140度52分14.5秒）と、西廻海運の起点である庄内藩の港町酒田湊（現・山形県酒田市。北緯38度54分51.9秒 東経139度50分11.4秒）とを結んだ街道のうち、奥羽両国を隔てる奥羽山脈を超える区間、すなわち、吉岡宿（宮城県黒川郡大和町吉岡。北緯38度26分44.3秒 東経140度53分6.4秒）から舟形宿（山形県最上郡舟形町。北緯38度41分31.5秒 東経140度19分14.6秒）までの区間の通称。
現在では特に「出羽仙台街道中山越」として史跡指定されている県境の区間、すなわち、宮城県大崎市鳴子の尿前番所（北緯38度44分20.1秒 東経140度42分6秒 / 北緯38.738917度 東経140.70167度）から山形県最上郡最上町の笹森番所（北緯38度44分14.3秒 東経140度36分35.5秒 / 北緯38.737306度 東経140.609861度）までの区間 (4.2km) を指すことが多い。

## 概要
陸奥国と出羽国を結んだ脇街道。標高1,000-2,000m前後の山々が連なる奥羽山脈を、標高350mの峠（堺田越）が結ぶ。仙台側では出羽海道、新庄側では堺田越えなどの名称で呼ばれた。1815年（文化12年）には新庄藩が参勤交代に利用し、秋田藩にも利用されていた。
戊辰戦争の戦後処理が行われた明治元年12月7日（西暦1869年1月19日）に、出羽国は羽前国と羽後国に分割された。明治の地誌には中山越と記される。仙台と酒田を結んだ街道は現在、「北羽前街道」、あるいは、「羽後街道」と呼ばれている。1990年（平成2年）、街道沿いの史跡群を国の史跡に指定するに当たって、「御勝手帳」「安永風土記御用書出」の記述を基に、指定名称を「出羽仙台街道中山越」としたことにより名称が一般化した。すなわち、出羽仙台街道は、歴史的に広く使われていた名称ではない。
酒田港から最上川を清水河岸（現大蔵村）で陸揚げされた上方物や松前物が、この街道を通って仙台城下に運ばれた。

仙台への品物：　塩、塩マス、数の子、麻の実、栗、綿、塩引、身欠きニシン、秋味、砂糖、柿渋、蚕種、砥石、鉄など

仙台からの品物：マグロ、真綿、硝煙、石膏、明礬、イワシ、米、焼き麩、水油など
また、仙台・南部で生産された紅花は山形商人によって集荷され、1814年（文化11年）以降堺田越えまたは舟形口経由で清水河岸に出荷された。仙台藩にとっては、奥州街道や陸前浜街道ほどではないにしろ、重要な街道であった。
出羽三山への参詣に向かう街道でもあり、かつては松尾芭蕉も通った。
現在、尿前番所と笹森番所の間の旧街道（4.2km）が、歴史街道として保存されており、往古の雰囲気が残されている。史跡「出羽仙台街道中山越」の指定範囲でもある。

## 宿場・駅場
数は吉岡宿からの通し番号。
| 宿場          | 令制国        | 郡     | 現在の自治体 | 現在の自治体 | 現在の自治体 | 特記事項                                                                             |
| 宿場          | 令制国        | 郡     | 都道府県     | 市区町村     | 市区町村     | 特記事項                                                                             |
| ------------- | ------------- | ------ | ------------ | ------------ | ------------ | ------------------------------------------------------------------------------------ |
| 1. 吉岡宿     | 陸奥国 仙台領 | 黒川郡 | 宮城県       | 黒川郡       | 大和町       | 奥州街道が分岐。                                                                     |
| 2. 中新田宿   | 陸奥国 仙台領 | 加美郡 | 宮城県       | 加美郡       | 加美町       | 最上街道が分岐。                                                                     |
| 3. 岩出山町   | 陸奥国 仙台領 | 玉造郡 | 宮城県       | 大崎市       | 岩出山       | 岩出山城下。 一迫真坂町への海道、一迫川口町への海道、 志田郡古川町への海道との分岐。 |
| 4. 下宮宿     | 陸奥国 仙台領 | 玉造郡 | 宮城県       | 大崎市       | 岩出山       | 一迫小僧荒町への脇街道が分岐。                                                       |
| 5. 鍛冶谷沢宿 | 陸奥国 仙台領 | 玉造郡 | 宮城県       | 大崎市       | 鳴子温泉     | 六角山（鬼首村荒湯への海道）との分岐。                                               |
| 6. 尿前宿     | 陸奥国 仙台領 | 玉造郡 | 宮城県       | 大崎市       | 鳴子温泉     | 仙台藩御番所。 出羽へは尿前坂、小深沢坂、大深沢坂と難所が続いた。                    |
| 7. 中山宿     | 陸奥国 仙台領 | 玉造郡 | 宮城県       | 大崎市       | 鳴子温泉     | 正保年間に宿駅設置。                                                                 |
| 8. 堺田駅     | 出羽国 新庄領 | 最上郡 | 山形県       | 最上郡       | 最上町       |                                                                                      |
| 9. 笹森駅     | 出羽国 新庄領 | 最上郡 | 山形県       | 最上郡       | 最上町       | 新庄藩口留番所、富沢村枝郷。1610年：口留番所設置。                                   |
| 10. 十日町駅  | 出羽国 新庄領 | 最上郡 | 山形県       | 最上郡       | 最上町       |                                                                                      |
| 11. 向町駅    | 出羽国 新庄領 | 最上郡 | 山形県       | 最上郡       | 最上町       | 花立越え分岐（鬼首村への道）                                                         |
| 12. 鵜杉駅    | 出羽国 新庄領 | 最上郡 | 山形県       | 最上郡       | 最上町       | 志茂村枝郷                                                                           |
| 13. 長沢駅    | 出羽国 新庄領 | 最上郡 | 山形県       | 最上郡       | 舟形町       |                                                                                      |
| 14. 舟形宿    | 出羽国 新庄領 | 最上郡 | 山形県       | 最上郡       | 舟形町       | 新庄藩御番所。羽州街道分岐                                                           |

小国郷内には本陣の置かれた宿場はなかった。郷内を通るいくつかの村は脇街道の駅場に定められた。各駅場には、荷物あるいは通信物の継ぎ送りのために問屋等が定められていた。

## 関所
- 尿前番所（仙台藩）
- 笹森口留番所（新庄藩）
- 舟形番所（新庄藩、羽州街道の関所）

## 現在のルート
- 国道457号（吉岡～岩出山）：現 羽後街道[13]
- 国道47号（岩出山～舟形）：現 北羽前街道